# جوزف عطیه (کشتی‌گیر)
جوزف عطیه (عربی: جوزيف عطية؛ زادهٔ ۸ اکتبر ۱۹۵۷) کشتی‌گیر اهل ایالات متحده آمریکا است.
از افتخارات وی میتوان به کسب مدال نقره وزن ۱۰۰ کیلوگرم کشتی آزاد در بازی‌های المپیک تابستانی ۱۹۸۴ اشاره کرد.